# Emilienstraße (metrostation)
Emilienstraße is een metrostation in het stadsdeel Eimsbüttel van de Duitse stad Hamburg. Het station werd geopend op 21 oktober 1913 en wordt bediend door lijn U2 van de metro van Hamburg.